# Mindsnare
Mindsnare ist eine australische Crossover-Band aus Melbourne, die 1993 unter dem Namen Mad Circle gegründet wurde.

## Geschichte
Die Band wurde 1993 unter dem Namen Mad Circle gegründet. 1995 erschien über Deported Records die EP Under Fire, ehe 1997 die zwei EPs Credulity und White sowie die Kompilation  Under Fire 1993–1996 über Trial and Error Records erschienen. Nach dem 2001er Debütalbum Hanged Choked Wrists Slit über Blue Murder Records folgte 2004 über Trial and Error Records das zweite Album The Death. Im selben Jahr erschien auch die Kompilation 1997–1999: The Bootleg. Durch das Album konnte die Band ihre Bekanntheit steigern. 2004 sowie 2006 nahm die Band an dem Metal for the Brain teil. 2006 wurde über Short Fuse Records die EP Gasman veröffentlicht, der 2007 über Resist Records das Album Disturb the Hive folgte. Ende Mai 2009 verließ der Schlagzeuger Gordy Forman die Besetzung. Daraufhin war die Band zunächst bis Mitte 2011 inaktiv, woraufhin es mit Ringworm auf Tournee durch Australien ging, wobei die Band auch in Melbourne am Bastardfest teilnahm. 2013 spielte die Gruppe einige Konzerte, um ihr 20-jähriges Bestehen zu feiern.

## Stil
Laut Brian Giffin in seiner Encyclopedia of Australian Heavy Metal ist die Band eine der führenden australischen Hardcore-Punk-Bands. Die Musik klinge wie eine Mischung aus Slayer und Minor Threat. Dieser Crossover sei näher am Thrash Metal als bei anderen Gruppen wie Parkway Drive oder anderen Metalcore-Bands. Justin Donnelly von themetalforge.com befand in seiner Rezension zum Album Disturb the Hive, dass hierauf metallischer Hardcore Punk zu hören ist, wobei die Gruppe mit jedem Album sich stärker dem Metal zuwende und auch aggressiver werde. Dabei setze die Gruppe unter anderem Thrash-Metal-Riffs ein, während der Gesang beißend klinge. Auch sei das schnellste Lied des Albums, Burning Black, oder die Songs Disturbing the Hive, Hammer, Crashing Down und Scars, stark durch Thrash Metal beeinflusst worden. Gelegentlich setze man auch groovende Passagen ein. Die Split-Veröffentlichung mit Ringworm setze laut restassuredzine.com da fort, wo Disturb the Hive aufgehört habe. Hierauf sei die Musik von Mindsnare stark durch Thrash Metal beeinflusst worden, wobei auch das grooveorientierte Gitarrenspiel charakteristisch sei.

## Diskografie
- 1995: Under Fire (EP, Deported Records)
- 1996: Kings (Split mit Toe to Toe, Spent Records)
- 1997: Credulity (EP, Trial and Error Records)
- 1997: White (EP, Trial and Error Records)
- 1997: Under Fire 1993–1996 (Kompilation, Trial and Error Records)
- 1999: Mindsnare / Congress (Split mit Congress, Trial and Error Records)
- 2001: Hanged Choked Wrists Slit (Album, Blue Murder Records)
- 2001: Numb / Mindsnare (Split mit Numb, Trial and Error Records)
- 2001: March 2001 AD Australian Tour 7 (Split mit One King Down und Day of Contempt, Trial and Error Records)
- 2003: HxCEx (Split mit Numb und Powerhouse, Impak Muzik)
- 2004: 1997–1999: The Bootleg (Kompilation, Trial and Error Records)
- 2004: The Death (Album, Trial and Error Records)
- 2006: Gasman (EP, Short Fuse Records)
- 2007: Disturb the Hive (Album, Resist Records)
- 2011: Your Soul Belongs to Us… (Split mit Ringworm, A389 Recordings)
- 2017: Unholy Rush